# 独立城 (塞阿拉州)
独立城是巴西塞阿拉州的一个市镇。总面积3218.641平方公里，2007年总人口25319人，人口密度7.9人/平方公里。